# Gregorio di Tours
Gregorio di Tours (Clermont-Ferrand, 30 novembre 538 o 539 – Tours, 17 novembre 594) è stato vescovo di Tours e un importante storico e agiografo dell'età merovingia, della quale costituisce la fonte principale grazie alla sua opera storiografica Decem libri historiarum (chiamata anche Historia Francorum).

## Biografia
Gregorio nacque a Clermont-Ferrand, nell’antica Gallia e attuale regione francese dell’Alvernia-Rodano-Alpi, il 30 novembre del 538 o del 539 con il nome Georgius Florentius (aggiunse il nome Gregorio successivamente in onore del bisnonno materno Gregorio, vescovo di Langres). I suoi genitori furono il senatore Florentius e sua moglie Armentaria, nipote del vescovo Nicezio di Lione, entrambi provenienti da famiglie nobili: quella paterna era di origine senatoria e tra le figure più importanti della sua infanzia ci fu in particolare lo zio paterno san Gallo I, vescovo di Clermont.
Gregorio sembra aver ricevuto una buona educazione; tra l'altro, conosceva le opere di Virgilio e Sallustio (anche se forse solo sotto forma di compendi). Si ammalò gravemente in giovane età e fece voto di diventare un ecclesiastico se fosse guarito. Suo padre morì prematuramente e sua madre, rimasta vedova, si stabilì in Borgogna e Gregorio visse insieme allo zio Gallo e poi al successore sant’Avito, presso i quali ricevette la sua educazione. Un altro tassello importante della sua formazione fu anche il prozio materno san Nicezio, vescovo di Lione dal 552 al 573: sappiamo che Gregorio si trovava presso di lui nel 554.
Dopo aver contratto una grave malattia in gioventù, nel 563 Gregorio si recò a Tours per essere guarito da san Martino, uno dei primi santi non martiri della Chiesa cattolica. Proprio a Tours nel 573 venne nominato vescovo come successore del cugino materno Eufronio.
In questo modo Gregorio poté partecipare almeno in parte alla vita politica della città, importante crocevia e luogo di culto. Conobbe in prima persona anche diversi re merovingi, tra cui Sigeberto d’Austrasia, con cui intrattenne buoni rapporti, e Chilperico di Soissons, con cui invece i rapporti furono tesi, stando a quanto riferisce Gregorio stesso nella Historia Francorum.
Gregorio morì il 17 novembre 594 a Tours.

## Opere

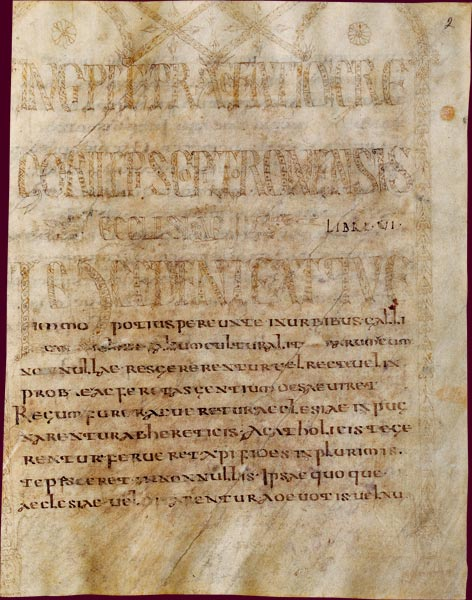
Gregorio di Tours, Storia dei Franchi, libri da 1 a 6, frontespizio

Gregorio compose diverse opere, principalmente di carattere agiografico e storiografico.

### Decem libri historiarum
L’opera più importante e nota sono i Decem libri historiarum, ovvero i “Dieci libri delle storie” (altrimenti chiamati Historia Francorum, “Storia dei Franchi”). Si tratta di un’opera storiografica divisa in 10 libri e composta da Gregorio tra il 576 e il 593-594, dunque negli anni del suo episcopato fino alla morte.
Di seguito un riassunto del contenuto:
LIBRO I: Gregorio inquadra la storia dei Franchi all’interno della storia universale e inizia a narrarla partendo dalla creazione, seguendo il dettato biblico; si passa poi attraverso l’arrivo di Cristo e quindi dei Romani (che assumono una funzione negativa in quanto persecutori dei cristiani) fino alla morte di san Martino di Tours. All’inizio Gregorio inserisce anche una professione di fede e condanna gli eretici.
LIBRO II: si racconta il difficile periodo delle invasioni e l’inizio della dinastia merovingia. Dapprima si narra dell’arrivo dei Vandali, dei quali si abbozza l’origine e la storia, quindi degli Unni; entrano poi in gioco i Franchi con Childerico I e Gregorio si concentra quindi sulla figura di Clodoveo, figlio e successore al trono di Childerico. Il secondo libro si conclude con la morte di Clodoveo.
LIBRO III: Gregorio si sofferma sul racconto di quanto accade ai figli e successori di Clodoveo, ovvero Teodorico I, Clodomiro, Childeberto I e Clotario I, che si spartiscono il regno franco non riuscendo però a convivere pacificamente. Emerge anche la figura positiva di Teodeberto, nipote di Clodoveo e figlio di Teodorico I: il terzo libro termina con la sua morte.
LIBRO IV: muoiono gli ultimi due figli di Clodoveo, Childeberto e Clotario, che aveva governato da solo l’intero regno franco negli ultimi anni di vita. I figli di Clotario si dividono il regno e si impone Sigiberto. Il quarto libro si conclude con la morte di quest’ultimo e ormai si giunge alla narrazione della storia contemporanea a Gregorio.
LIBRO V: si raccontano le vicende del regno di Childeberto II, figlio di Sigiberto, e di sua madre Brunechilde; Gregorio introduce anche la figura negativa di Chilperico I e di Fredegonda e si racconta dell’uccisione di due suoi figli, Meroveo e Clodoveo.
LIBRO VI: Childeberto II si allea con lo zio Chilperico, di cui Gregorio offre un ritratto poco edificante, e il libro si conclude con il racconto dell’assassinio di Chilperico stesso (avvenuto nel 584).
LIBRO VII: emerge la figura positiva di Gontrano, figlio di Clotario I e zio adottivo di Childeberto II. Si narra anche la ribellione e l’uccisione di Gundovaldo, che si dichiara figlio illegittimo di Clotario I e si scontra con Gontrano, uscendone sconfitto.
LIBRO VIII: Gontrano prova a portare a compimento il suo progetto di pacificazione della Gallia insieme al nipote Childeberto, ma si ritrovano anche delle velate critiche ad alcune sue decisioni, come la scelta di Gontrano di far nominare vescovo un laico, Desiderio, violando il precedente giuramento di non nominare più come vescovi dei laici.
LIBRO IX: prosegue il racconto delle vicende che vedono protagonisti Gontrano e Childeberto e in particolare la loro politica estera. Gontrano è sconfitto dai Britanni e dai Visigoti. Si racconta anche lo scandalo del monastero di Poitiers provocato dalla ribellione di Clotilde, figlia di Chilperico II e moglie di Clotario I. Gregorio fu scelto, insieme ad altri, come giudice della controversia, sulla quale aveva già ricevuto informazioni dalle monache fuggite dal convento e passate a Tours per recarsi poi a corte.
LIBRO X: si raccontano le ultime gesta di Gontrano e Childeberto. L’opera si conclude con una ricapitolazione di tutti i vescovi di Tours predecessori di Gregorio.
Questa imponente opera di Gregorio è estremamente rilevante per conoscere l’età merovingica.
Importanti modelli per Gregorio nella stesura della sua Historia furono le opere di Orosio, Renato Profuturo Frigiredo e Sulpicio Alessandro, insieme alla tradizione orale e annalistica andata oggi perduta.
L’opera di Gregorio è fonte di grande interesse anche per quanto riguarda la veste linguistica, che rispecchia un uso del latino lontano da quello della tradizione classica e in linea con quello contemporaneo a Gregorio. Proprio Gregorio, all’inizio del primo libro della Historia Francorum, si scusa con il lettore per gli errori grammaticali che si possono riscontrare nella sua opera e afferma di non aver ricevuto un’istruzione solida nella materia. Lo stile di Gregorio è stato definito rusticus, principalmente a causa di una certa irregolarità dei periodi e di un’asprezza della frase. La sua scrittura non è elegante se comparata a quella dei modelli classici, ma la sua abilità di narratore e cifra stilistica consiste proprio nella capacità di rendere vivo ciò che racconta e di descrivere con vigore e partecipazione fatti a cui egli stesso, soprattutto negli ultimi libri, talvolta ha assistito.

#### Tradizione manoscritta dellaHistoria Francorum[12]
L'Historia Francorum è il più ampio testo letterario trasmesso in manoscritti di età merovingica.
Il testo dell’opera che viene diffuso e letto non corrisponde all’originale scritto da Gregorio, benché egli stesso avesse chiesto di rispettarne la stesura. Tutte le versioni in cui l’opera è stata conosciuta derivano da esemplari che probabilmente discendevano da un archetipo (oggi perduto) conservato a Tours. Alcuni frammenti e la tradizione indiretta (canoni, omelie, testi agiografici) testimoniano però che l'opera circolava anche nella versione completa in 10 libri licenziata da Gregorio.
I rami della tradizione sono quattro (A, B, C, D) e il più vicino all’autore è il ramo A: il testimone più antico è della prima metà del VII secolo ed è il manoscritto Copenaghen, Kongelige Bibliotek, Ny Kgl.Saml. 1878 f. (O.8) (A2), che tramanda 17 capitoli ed è molto vicino alla data di composizione dell'Historia. Esso è giunto diviso in tre parti frammentarie ed è originario della regione della Loira. Il manoscritto 275 di Montecassino (A1) è il testimone completo più antico di A: risale al 1086/1087 e fu copiato a Montecassino, per volere dell’abate Desiderio, forse su un modello che Paolo Diacono aveva portato da Lorsch.
Generalmente l’opera circolava divisa, anche in base agli scopi politici perseguiti da chi usufruiva dell'Historia (nell’edizione del ramo B ad esempio, diffusa nel nord- est della Francia, furono eliminati gli ultimi quattro capitoli, che mettono generalmente in buona luce Gontrano).

##### Libri VIII miraculorum
Appartenente al genere agiografico e perciò in linea con la tradizione letteraria dell’epoca, si tratta di una vasta raccolta (costituita da 8 libri) di vite di santi, che contiene:
- Liber in gloria martyrum, dedicato ai martiri
- Liber de passione et virtutibus sancti Iuliani martyris, dedicato a san Giuliano
- Libri I-IV de virtutibus sancti Martini episcopi, dedicato a san Martino di Tours
- Liber vitae patrum, dedicato alle vite di monaci ed eremiti del deserto presentati come modelli di santità, anche in virtù dei miracoli compiuti da Dio attraverso di loro
- Liber in gloria confessorum, dedicato ai santi che, pur non essendo martiri, sono stati propugnatori della fede

Lo scopo della raccolta è di offrire ai fedeli modelli di vita esemplare cristiana e di narrare le vicende di santi e martiri più o meno noti. Quest’opera di Gregorio è spesso associata per la sua funzione ai Dialogi di Gregorio Magno. Grande rilievo viene dato soprattutto alla figura di san Martino di Tours, a cui Gregorio è particolarmente legato per via della guarigione ricevuta grazie a lui in gioventù e per il suo episcopato proprio nella città di Tours. I quattro libri dedicati a san Martino, separati spesso dal resto dell’opera, sono stati infatti i più copiati.
La diffusione di questi otto libri è estremamente complessa: spesso ne vengono adoperati singoli capitoli o parti, inseriti in leggendari e messi in circolazione anche in forma anonima. Il numero elevato di manoscritti in cui sono trasmessi questi libri offre inoltre un’alta probabilità di contaminazione tra i testi.
La grande fortuna dell’opera risale all’età carolingia e non sono pervenuti manoscritti antichi. I manoscritti più importanti, secondo l’editore Bruno Krusch, sono Paris, Bibliothèque Nationale, lat. 2204 (IX secolo), per la sua vicinanza linguistica al ramo B della tradizione della Historia Francorum, e Paris, Bibliothèque Nationale, lat. 2205 (X secolo).

###### Opere minori
Tra le opere minori e meno conosciute di Gregorio di Tours si possono annoverare:
- De cursu stellarum ratio: opera didattica suddivisa in tre sezioni (meraviglie del mondo, meraviglie della natura e descrizione delle costellazioni), che generalmente circolavano separate. Il manoscritto Bamberg, Staatsbibliothek, Patr. 61, dell’VIII secolo, è l’unico ad attribuire il trattato a Gregorio. A partire da manoscritti del VII secolo, le prime due parti furono unite ad una raccolta a scopo didattico basata sulle Institutiones di Cassiodoro.[21]
- Passio septem dormientium apud Ephesum: si tratta di una traduzione o adattamento dal greco di questa leggenda molto diffusa (vedi Sette dormienti di Efeso). Il testimone più antico del racconto è il manoscritto Vaticano, Reg. lat. 1127, che si trova nella Biblioteca Apostolica Vaticana di Città del Vaticano (pur essendo stato copiato in Francia) ed è della seconda metà del IX secolo.[22]
- In Psalterii tractatu: trattato sui Salmi; è stato trasmesso dai manoscritti in parti frammentarie.
- Liber de miraculis beati Andreae apostoli: scritto agiografico, basato su un testo latino del II/III secolo, sull’apostolo Andrea. L’opera è attribuita ormai con certezza a Gregorio, anche se solo un manoscritto del XII secolo la collega direttamente a lui. Non sono pervenuti manoscritti anteriori al IX secolo dell’opera.[23]

## Stile e lingua
Di interesse storico linguistico è il latino di Gregorio, che offre materiale prezioso sulla storia del latino volgare tardo-antico e altomedievale. Nell'introduzione, Gregorio si scusa per il suo linguaggio "trasandato" e "rurale". Infatti, il latino di molti manoscritti, a causa della sua vicinanza alla lingua parlata all'epoca, si discosta molto dal latino classico e anche dal latino degli autori classici tardoantichi, sia nella morfologia che nella sintassi. Secondo alcuni studiosi, ciò riflette la transizione tra il latino e le lingue romanze: per Gregorio, il latino classico non è ancora una lingua straniera da imparare, ma d'altra parte non è più identico al latino volgare del suo tempo.
Nel 1946, Erich Auerbach sottolineò quella che considerava la rottura di Gregorio con gli autori tardo-antichi, di cui si lasciava alle spalle il linguaggio artificioso e la struttura gerarchica dei periodi. Ciò è evidente nella commistione tra il "quotidiano-realistico" e il "sublime-tragico" e nella struttura goffa e poco chiara delle sue narrazioni, spesso caratterizzate da co-esperienza concreta, in cui le dipendenze causali, concessive e di altro tipo sono talvolta espresse in modo confuso e poco chiaro e si trovano "formazioni di participi mostruosi" e "senza sistema". Auerbach considera Gregorio un pastore poco interessato alle discussioni dogmatiche, ma piuttosto orientato alla pratica e all'organizzazione, consapevole del suo compito di costruire una "morale cristiana" con l'aiuto dei suoi racconti, in vista della crescente brutalizzazione e del declino della civiltà che interessava sempre più anche la parte gallo-romana dell'impero merovingio. I racconti di Gregorio, tuttavia, non sono un resoconto completo della storia dell'impero merovingio.
Sebbene studiosi come Martin Heinzelmann considerino quindi i "Merovingismi" presenti nell'opera di Gregorio come falsificazioni successive, altri autori come il filologo classico Roman Müller ritengono autentico e intenzionale l'abbassamento del livello stilistico di Gregorio, simile a quello di Cesario di Arles, noto per i suoi sermoni popolari di facile comprensione. Gregorio si accusa di sermo rusticus, la lingua semplice e rurale, che egli, come predicatore, voleva "legittimare come una nuova, lungimirante varietà di discorso e di scrittura" per ottenere un ampio successo e offrirla al popolo colto. Anche lo studioso tedesco Rudolf Buchner ipotizza un deliberato abbassamento del livello stilistico. Lui e altri studiosi ritengono che Gregorio, di formazione classica, abbia fatto uno sforzo consapevole per trovare una via di mezzo tra il latino colto degli scrittori ecclesiastici tardo-antichi e il volgare romanesco del suo tempo, influenzato dai dialetti franchi. In un'altra opera (nell'introduzione ai Libri de virtutibus St. Martini), Gregorio afferma che sua madre gli consigliò di scrivere i miracoli di San Martino di Tours senza tener conto delle sue preoccupazioni linguistiche. La questione della competenza latina di Gregorio perderebbe di significato se si ipotizzasse un'intenzione programmatica.

### Edizioni critiche
- Gregorii Turonensis Opera, ed. W. Arndt - B. Krusch, Hannoverae 1884-1885 (MGH, SS RR Mer, I).
- Gregorii ep. Turonensis Historiarum libri X, ed. alteram cur. B. Krusch, fasc. 1 et 2, Hannoverae 1937-1942; fasc. 3, Praefatio et indices, cur. B.  Krusch - W. Levison [& W. Holtzmann], Hannoverae 1951 (MGH, SS RR Mer. I,1); è disponibile presso la versione digitale dei Monumenta Germaniae Historica (sezione Scriptores rerum Merovingicarum) la consultazione online e il download di questa edizione delle opere gregoriane (MGH SS rer. Merov.: Gregorii Turonensis Opera. Teil 1: Libri historiarum X MGH SS rer. Merov.: Gregorii Turonensis Opera. Teil 2: Miracula et opera minora).
- Gregorii Turonensis Historiarum libri decem, post B. Krusch recognovit R. Buchner, Darmstadt 1955, 1977², 2 voll., con traduzione tedesca.
- Gregorii Turonensis, Liber de miraculis sancti Andreae, M. Bonnet, in MGH, SS RR Mer, I,2, pp. 371–396.
- Acta Andreae, ed. J.-M. Prieur, Turnhout 1989 (CC, Series apocryphorum, 5-6), t. II, p. 551-564; texte de M. Bonnet reproduit pp. 565–651. – Intr.critique dans la traduction (J. – M. Prieur, Actes de l’apôtre André, Turnhout 1995, pp. 67 – 125).

Per tutte le altre opere non presenti nell’elenco si rimanda all’edizione dell’intera produzione di Gregorio citata al primo punto (Cfr. La trasmissione dei testi latini del Medioevo / Mediaeval Latin Texts and their Transmission, Te.Tra.1, a cura di Paolo Chiesa e Lucia Castaldi, SISMEL – Edizioni del Galluzzo, Firenze 2004, pp. 152–168).

#### Edizioni italiane
- Storia dei Franchi. I Dieci Libri delle Storie, Collezione Scrittori Greci e Latini, trad. e cura di Massimo Oldani, Milano, Fondazione Lorenzo Valla-Mondadori, 1981; a cura e con la trad. riveduta di Massimo Oldoni, 2 voll., Collana Nuovo Medioevo n.55, Napoli, Liguori Editore, 2001.
- I sette dormienti. Una leggenda tra Oriente e Occidente, a cura di Guido Avezzù, Collana Le api, Milano, Medusa Edizioni, 2002.
- I miracoli di san Martino, a cura e con la traduzione di Silvia Cantelli Berarducci, Collezione I Millenni Torino, Einaudi, 2020.

#### Studi
- Gustavo Vinay, San Gregorio di Tours, Carmagnola 1940.
- Gustavo Vinay, «Senso e non-senso nella Storia dei Franchi di Gregorio di Tours», in Alto Medioevo Latino, Guida Editori, Napoli 1978.
- Massimo Oldoni, Gregorio di Tours e i libri Historiarum: letture e fonti, metodi e ragioni, «Studi medievali» 3^ ser., XIII, II 1972, pp. 563–701.
- The World of Gregory of Tours, edited by Kathleen Mitchell and Ian Wood, Brill, Leiden – Boston – Köln 2002 (Cultures, beliefs and traditions, 8).
- Antonio Serra, L’ingenium artis di Gregorio di Tours. Preliminari d’indagine, in «Invigilata Lucernis» 32 (2010), pp. 157–175.
- A Companion to Gregory of Tours, edited by Alexander Callander Murray, E.J. Brill, Leiden 2015 (Brill's Companions to the Christian Tradition. A Series of Handbooks and Reference Works on the Intellectual and Religious Life of Europe, 500-1800, 63).
- La trasmissione dei testi latini del Medioevo / Mediaeval Latin Texts and their Transmission, Te.Tra.1, a cura di Paolo Chiesa e Lucia Castaldi, SISMEL – Edizioni del Galluzzo, Firenze 2004.